# The Man in the Iron Mask (1939)
The Man in the Iron Mask is een Amerikaanse avonturenfilm uit 1939 onder regie van James Whale. Het scenario is gebaseerd op de roman De burggraaf van Bragelonne (1850) van de Franse auteur Alexandre Dumas. Destijds werd de film in Nederland uitgebracht onder de titel Het ijzeren masker.

## Verhaal
In Frankrijk wordt de koninklijke tweeling gescheiden. Kroonprins Lodewijk wordt aan het hof opgevoed tot koning. Zijn broer Filips wordt bij de drie musketiers gebracht. Door een samenzwering wordt Filips echter opgesloten in een toren.

## Rolverdeling
| Acteur             | Personage                          |
| ------------------ | ---------------------------------- |
| Louis Hayward      | Lodewijk XIV / Filips van Gascogne |
| Joan Bennett       | Maria Theresia                     |
| Warren William     | D'Artagnan                         |
| Joseph Schildkraut | Fouquet                            |
| Alan Hale          | Porthos                            |
| Walter Kingsford   | Colbert                            |
| Miles Mander       | Aramis                             |
| Bert Roach         | Athos                              |
| Marion Martin      | Louise de La Vallière              |
| Montagu Love       | Spaanse ambassadeur                |
| Doris Kenyon       | Koningin Anna                      |
| Albert Dekker      | Lodewijk XIII                      |
| Nigel De Brulier   | Kardinaal de Richelieu             |
| William Royle      | Commandant van de Bastille         |
| Boyd Irwin         | Grootofficier                      |